# Jari Isometsä
Jari Olavi Isometsä, född 11 september 1968 i Nedertorneå, är en före detta finländsk längdskidåkare.
Isometsä började tävla i världscupen 1990 och höll på fram till och med 2006. Totalt blev det fyra segrar i världscupen. Han var med vid tre olympiska spel (1992, 1994 och 1998). Vid alla tre tillfällen var han med i det finska stafettlag som kom trea. Han tog också fyra VM-medaljer varav tre i stafett. Den enda individuella mästerskapsmedaljen tog han vid VM i Thunder Bay 1995 då han tog brons på dubbeljakten.
Isometsä blev tillsammans med fem andra finska skidåkare fälld för dopning efter att ha använt dopningsmedlet Hemohes vid hemma-VM i Lahtis 2001.
Jari Isometsä vann Finlands version av Mästarnas mästare, Mestareiden mestari, 2012. Finalen sändes 5 mars 2012 på MTV3. Finalister var, förutom Isometsä, backhopparen Toni Nieminen och seglaren Jyrki Järvi som vann OS-guld i 49er år 2000. Övriga deltagare var bland andra Marjut Rolig och Amin Asikainen.